# Tasos (mitología)

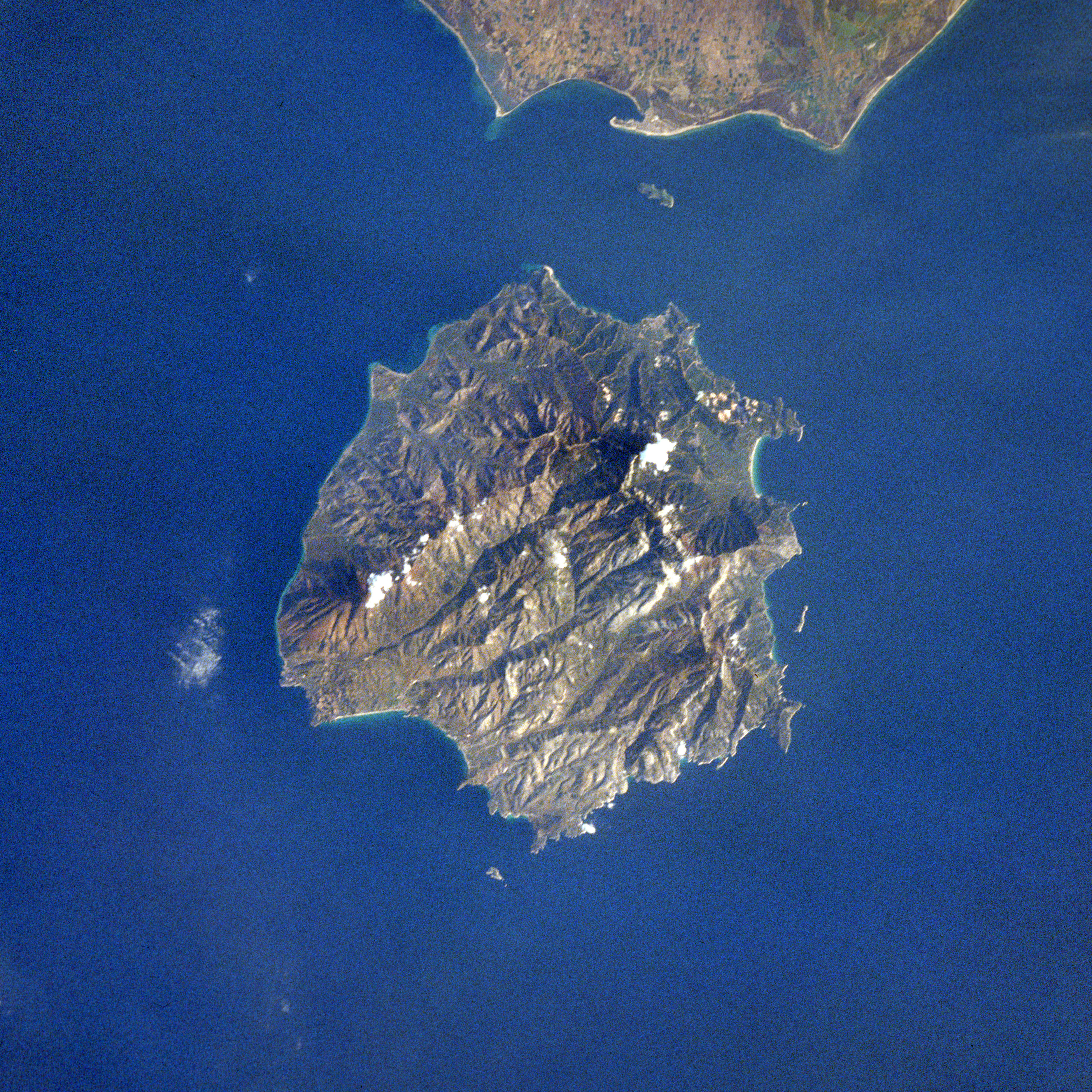
Isla de Tasos, Grecia

Tasos o Taso (en griego antiguo: Θάσος, romanizado: Thásos) fue, según la mitología griega, el héroe epónimo de la isla de Tasos.
Su origen era fenicio, y era hijo de Agénor o de Fénix. No obstante la Biblioteca mitológica no se decide entre Cílix o Poseidón para referirse al padre de Taso. Sea como fuere nunca se indica el nombre de su madre. En la versión más común los hermanos de Taso fueron Cadmo, Fénix y Cílix, en tanto que Europa era su hermana. Tasos acompañaba a Telefasa, Cadmo y sus otros hermanos cuando salieron a buscar a Europa, secuestrada por Zeus. Este héroe se paró en Tasos, la isla a la que dio su nombre, y allí fundó una ciudad.
Otros dicen que Taso o Tasio era hijo de Anio.